# Dietrich-Bonhoeffer-Kirche (Köln-Lindenthal)

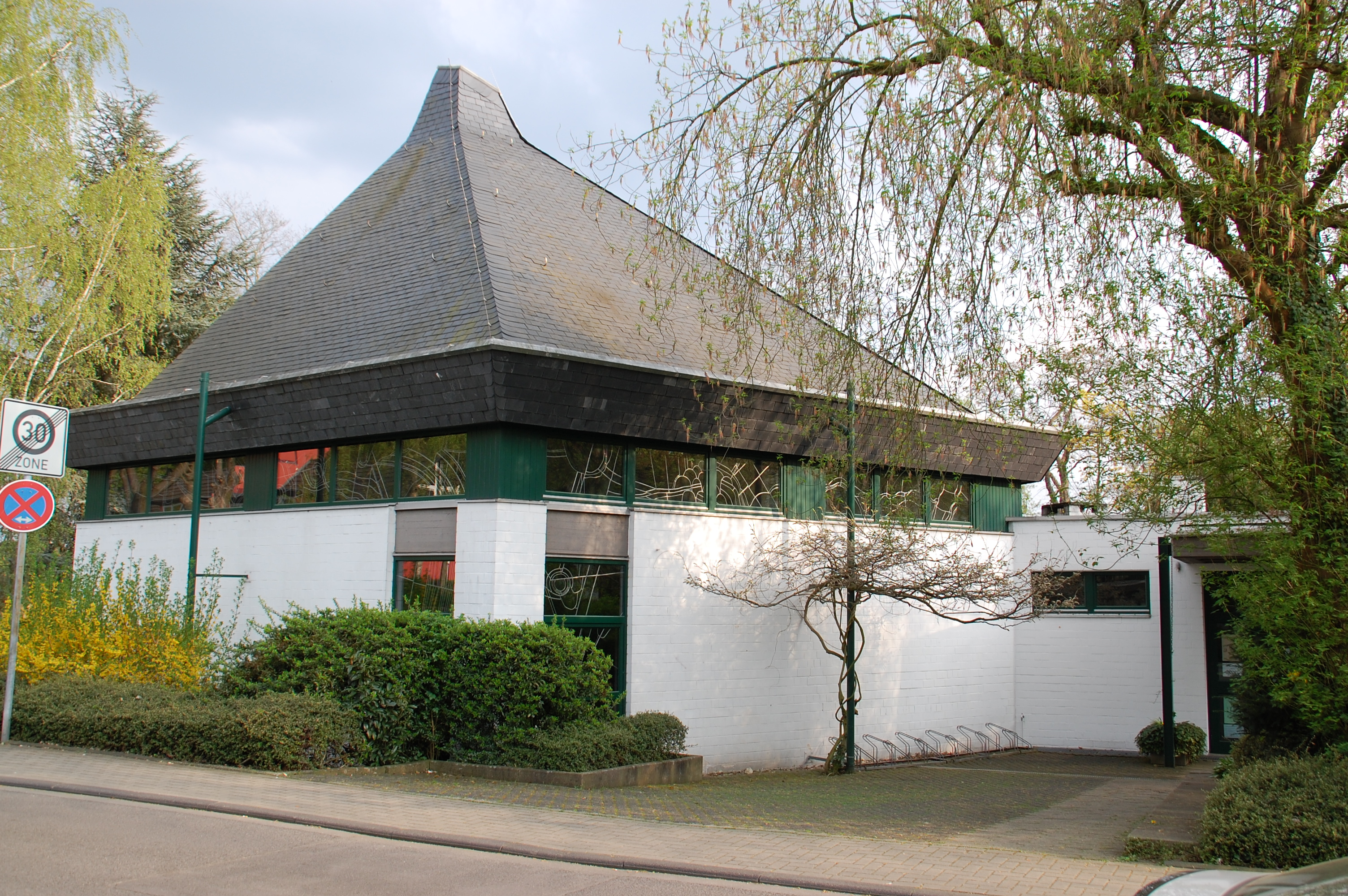
Dietrich-Bonhoeffer-Kirche

Die Dietrich-Bonhoeffer-Kirche ist ein von 1979 erbautes evangelisches Gemeindezentrum mit Kirche im Kölner Stadtteil Lindenthal (Deckstein). Sie ist heute neben der Paul-Gerhardt-Kirche und der  Matthäuskirche eine von drei evangelischen Kirchen der Gemeinde Lindenthal im Kirchenkreis Köln-Mitte der Evangelischen Kirche im Rheinland. Benannt ist die Kirche nach dem Theologen und Widerständler gegen den Nationalsozialismus Dietrich Bonhoeffer.

## Geschichte
Die Dietrich-Bonhoeffer-Kirche wurde als Predigtstätte für ein ab 1970 für den Lindenthaler Stadtteil Deckstein geplantes Altenheim nach dem Vorschlag des damaligen Bezirkspfarrers, diese mit einem Gemeindehaus für die evangelischen Christen Decksteins zu kombinieren, gebaut. Nachdem dieser Vorschlag 1972 angenommen wurde, wurde das Architekturbüro Dr. Schulze Jöhnssen & Vieten mit der Konzeption und dem Bau beauftragt. Die Grundsteinlegung und das Richtfest für das Gebäude wurden gemeinsam am 28. August 1979 gefeiert, am 11. Mai 1980 wurde es mit einem Festgottesdienst eingeweiht. Die Glasarbeiten stammen von dem Kölner Glasermeister Hans Lauten, der sie noch vor der Einweihung einbaute. Ebenfalls zur Einweihung standen das Altarkreuz, das Taufbecken und die Altarleuchter des Kunstschmieds Thaddäus Schröder zur Verfügung. Die erst nach der Einweihung aufgestellte Orgel wurde am 12. Juli 1981 zum ersten Mal genutzt.

## Architektur
Die Dietrich-Bonhoeffer-Kirche ist eine kleine Saalkirche mit einem fünfeckigen (pentagonalen) Grundriss und befindet sich mit den angebauten Gemeinderäumen östlich des vom Clarenbach-Werk unterhaltenen Altenheim auf einem Eckgrundstück am Beginn der Straße „An der Decksteiner Mühle“ und der Gleueler Straße. Die Grundfläche ist gegenüber dem Straßenniveau leicht abgesenkt. Die Wände sind sockellos und in weißem Kalksandstein ausgeführt. Sie reichen über etwa ein Geschoss bis zu einem den gesamten Bau umrundenden Fensterband mit Buntglasfenstern. Darüber befindet sich eine Attika und dann die fünfseitige und mit Schiefer gedeckte Dachpyramide, das leicht nach Osten verschoben ist und in einen kastenartigen Auszug mündet.

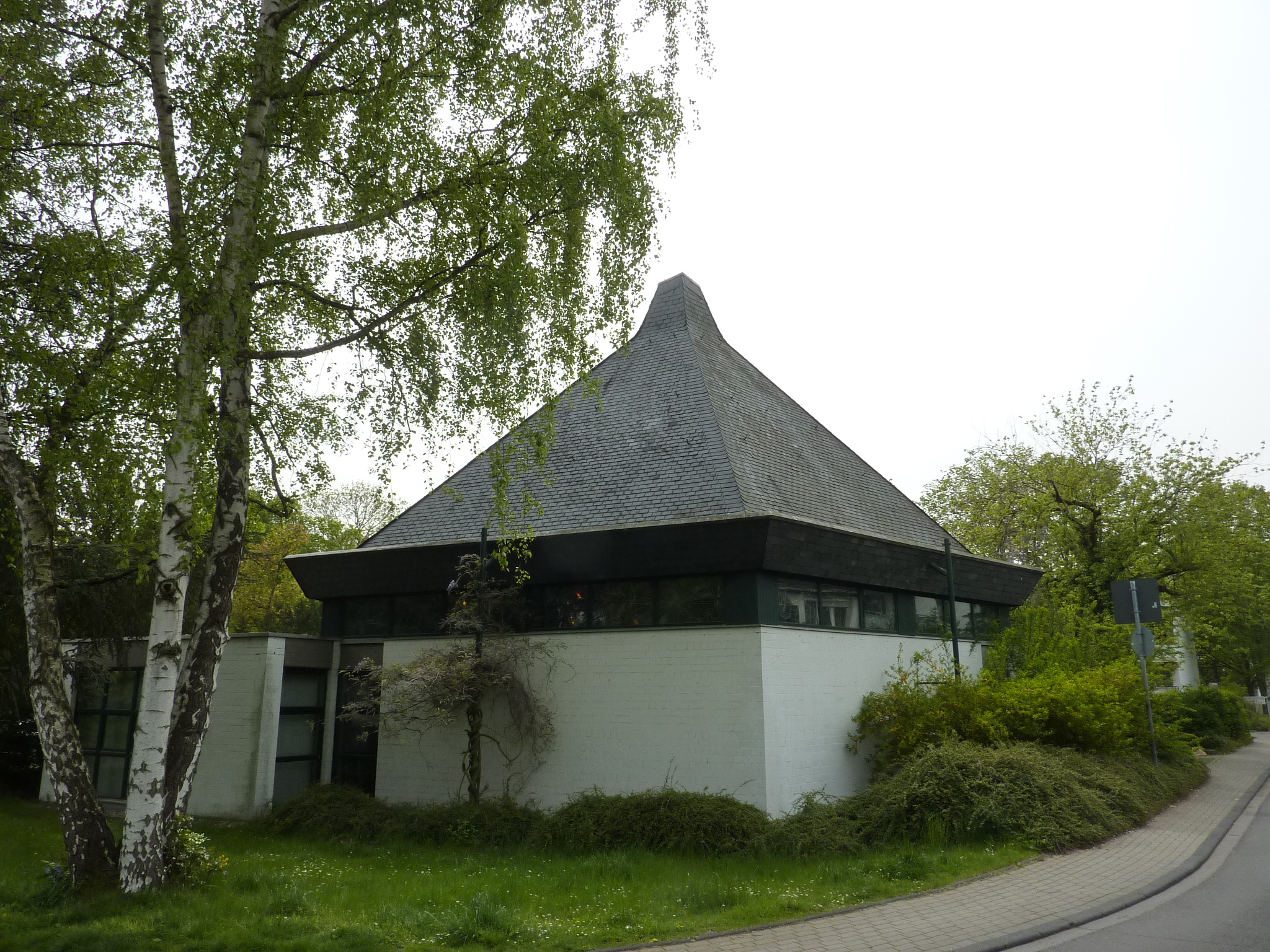
Dietrich-Bonhoeffer-Kirche

Den Zugang zur Kirche und zum Gemeindezentrum bilden ein Vorgarten und ein Vorraum, von dem ein Zugang in alle zum Gemeindehaus gehörenden Räume und der Kirchensaal zugänglich sind. Der Kirchensaal besitzt eine vollständig verglaste Eingangsseite, alle anderen Wände weisen die Struktur des Betongerüstes auf. Jeweils in der Mitte dieser vier Wände befindet sich ein Betonständer, der sowohl den Betonbalken unter dem Fensterband wie auch den über den Fenstern liegenden Abschlussbalken trägt; die Ecken des Raumes sind dadurch stützenfrei. Das Betongerüst besteht aus grauem Sichtbeton, die Innenfassaden sind weiß gestrichen. Der Altar mit den Altarleuchtern, das Kirchenkreuz und das Taufbecken befinden sich gemeinsam mit zwei barocken Engelsfiguren auf einer einstufigen Estrade in der Ostspitze des Kirchensaals. Von dort beginnt auch die Thematik des Fensterbandes von Hans Lauten beginnend mit dem Chaos und der Erschaffung des Lichts aus der Finsternis über Bilder der Elemente und der Jahreszeiten bis zur Versöhnung. Die hölzerne Deckenpyramide mündet in einer offenen Kuppelspitze, dem Opäum, und bezieht sich auf eine Zelt-Metapher in der biblischen Offenbarung des Johannes:

„Und ich hörte eine laute Stimme vom Thron her sagen: Siehe, das Zelt Gottes bei den Menschen! Und er wird bei ihnen wohnen, und sie werden sein Volk sein, und Gott selbst wird bei ihnen sein, ihr Gott.“

## Belege
1. 1 2  Manfred Becker-Huberti, Günter A. Menne (Hrsg.): Kölner Kirchen. Die Kirchen der katholischen und evangelischen Gemeinden in Köln. 1. Auflage, Köln 2004, ISBN 3-7616-1731-3, S. 177.
2. 1 2 3  Günther A. Menne, Christoph Nötzel (Hrsg.): Evangelische Kirchen in Köln und Umgebung. J.P. Bachem Verlag, Köln 2007, ISBN 3-7616-1944-8, S. 99–100.